# Académie du service frontalier du service fédéral de sécurité de la fédération de Russie
L'académie du service frontalier du service fédéral de sécurité de la fédération de Russie (Пограничная академия ФСБ России), ou simplement académie des garde-frontières de la fédération de Russie, est un établissement militaire d'enseignement supérieur fondé le 30 novembre 1923 afin de former et de recycler les cadres officiers du service frontalier du service fédéral de la fédération de Russie (et auparavant de l'URSS).
Sa fête annuelle est le 30 novembre. 

## Histoire

### Période soviétique
Le soviet des commissaires du peuple d'URSS institue à Moscou le 30 novembre 1923 l'école supérieure du service frontalier auprès du directoire politique unifié de l'État (Oguépéou) pour la formation des cadres de commandement et de service opérationnel pour les forces frontalières d'URSS. Le premier directeur de l'école est le tchékiste Iossif Opanski, qui ne reste à ce poste que quelques mois et finira tué dans un train à l'âge de 29 ans en 1927. Le deuxième directeur est pendant quelques mois le tchékiste polonais Jan Olski qui finira fusillé en 1937 pendant les purges staliniennes. En 1925, seize « laboratoires » sont organisés à l'école supérieure frontalière sur des questions liées à l'administration militaire, à l'artillerie, aux communications, à la topographie, à l'économie, à la tactique générale et à la tactique des unités navales et à la cavalerie. Pour dispenser des cours pratiques, les élèves de l'école sont envoyés en stage dans les districts frontaliers.
En 1926, l'école est dirigée par Zinovi Katznelson de l'Oguépéou qui avait pris la tête après Olski du département du service frontalier de l'Oguépéou et d'inspecteur en chef des forces frontalières. En août 1926, il est le chef de la direction des garde-frontières et des troupes frontalières de l'Oguépéou. Avec son transfert en avril 1929 au poste de représentant plénipotentiaire adjoint de l'Oguépéou pour le territoire du Caucase du Nord, une telle combinaison de postes cesse et, désormais en règle générale, des commandants de combat dirigent l'école supérieure des frontières. Les premiers d'entre eux sont les commandants de brigade S. D. Baransky et R. K. Lepis,.
De 1932 à 1940, plus de deux cent cinquante enseignants sont formés par l'école supérieure frontalière, et des milliers d'officiers des troupes frontalières sont devenus diplômés de l'école. Le 25 décembre 1933 et par décision du Comité exécutif central de l'URSS, l'école supérieure frontalière de l'Oguépéou reçoit l'insigne honoraire de la Tchéka-Oguépéou et ajoute à son nom celui du vice-président de l'Oguépéou, Heinrich (Enoch) Yagoda; mais lorsque celui-ci est arrêté en avril 1937 (il sera fusillé en 1938), son nom est retiré de l'école. En 1940, sur cent quatre-vingts officiers du personnel permanent de l'école supérieure frontalière, soixante-dix-neuf officiers avaient reçu une formation militaire et générale supérieure, et cinquante-neuf officiers étudiaient par correspondance dans les académies militaires de l'Armée rouge. Le 25 décembre 1943, l'école reçoit l'ordre du Drapeau rouge du Travail et le 22 mars 1946, l'ordre de Lénine.
Après la fin de la Grande Guerre patriotique, l'école supérieure frontalière est réorganisée en juillet 1946, devenant un institut militaire du ministère de l'intérieur de l'URSS. Entre 1949 et 1953, après le retour des troupes frontalières dans le système de sécurité de l'État, l'école frontalière devient l'institut militaire du ministère de la sécurité de l'URSS. Le 2 avril 1957 son appellation officielle devient, l'institut militaire du KGB auprès du conseil des ministres de l'URSS, décoré de l'ordre du Drapeau rouge du Travail et de l'ordre de Lénine. On ajoute le 31 décembre 1957, le nom de Felix Dzerjinski à cette appellation,.
Le 1er octobre 1960 sur la base d'un décret du Conseil des ministres de l'URSS et d'une ordonnance du KGB  du 22 janvier 1960 « Sur la rationalisation de la formation et du recyclage du personnel des agences de sécurité de l'État et la réduction du nombre d'institutions de formation du KGB », l'institut est supprimé et les élèves officiers partent étudier à l'école supérieure du KGB,.
Le personnel de la faculté militaire de l'école supérieure du KGB relevant du Conseil des ministres de l'URSS était composé de cent quatre enseignants. Le 17 avril 1962, sur la base de la faculté militaire, la faculté des garde-frontières est créée. La faculté comprenait deux départements: formation opérationnelle-tactique et tactique des troupes frontalières; la structure de la faculté comprenait également: des cours de perfectionnement pour les officiers ayant une formation militaire supérieure ou spéciale et des cours de recyclage pour les officiers ayant une formation militaire secondaire. Les directeurs sont les généraux Piotr Grichine et Evgueni Ryjkov. Le 24 septembre 1965, par décret du Conseil des ministres de l'URSS, les cours de commandement supérieur des frontières sont créés sur la base de la faculté des garde-frontières. Ces cours sont intégrés à la structure de l'école supérieure de commandement des frontières de Moscou du KGB et le 1er octobre 1966 à la direction principale des troupes frontalières du KGB de l'URSS.
Le 11 juillet 1990, l'école devient l'institut de l'Union pour la formation avancée des officiers des troupes frontalières du KGB de l'URSS. Il y a une préparation au doctorat et au 3e cycle et quatre chaires d'enseignement: tactique des troupes frontalières, préparation opérationnelle et tactique, disciplines spéciales, ingénierie et soutien technique et marxisme-léninisme; deux facultés: formation avancée des officiers et formation des cadres pédagogiques. L'institut organise des cours de recyclage et de perfectionnement, ainsi qu'un centre de formation spécialisé pour la formation des agents de protection des ambassades et des représentations diplomatiques.

### Fédération de Russie

Bannière des garde-frontières de la fédération de Russie.

Le 16 février 1992, l'institut est réorganisé en académie des troupes frontalières du ministère de la sécurité de la fédération de Russie et en 1993 en institut militaire des troupes frontalières de l'académie du service fédéral de contre-espionnage de la fédération de Russie,. 
Le 9 avril 1994, par décret de la présidence de la fédération de Russie « Dans le cadre de la formation d'un service indépendant fédéral des frontières de Russie et afin d'améliorer le système de formation des officiers et du personnel scientifique des troupes frontalières », l'institut est réorganisé en une académie du service frontalier de la fédération de Russie (FPS). En 1994, l'académie du FPS de Russie comprend une centaine de candidats au doctorat et de docteurs, seize professeurs, soixante-dix dozents et huit académiciens. En 2001, le potentiel scientifique de l'académie consiste en cent quarante deux candidats et docteurs, cinquante-neuf dozents, vingt-neuf professeurs et dix-huit académiciens.
Le 1er juillet 2003, dans le cadre de la suppression du service fédéral des frontières et de la création sur sa base du service des frontières du service fédéral de sécurité de la fédération de Russie, l'académie du FPS de Russie est transformée en académie du service frontalier du FSB de Russie.

## Directeurs
école supérieure du service frontalier de l'Oguépéou
- 1923—1924 — Iossif Kazimirovitch Opanski
- 1924—1926 — Jan Calixtovitch Olski
- 1926—1929 — Zinovi Borissovitch Katznelson
- 1929—1934 — commandant de brigade Robert Krichianovitch Lepsis

école supérieur du service frontalier du NKVD
- 1934—1939 — commandant de brigade Semion Davidovitch Baranovski

école supérieure des troupes du NKVD et école supérieure des officiers des troupes du NKVD
- 1939—1941 — général-major Dmitri Vassilievitch Kramartchouk
- 1941—1942 — colonel Nikolaï Vassilievitch Smirnov
- 1942—1943 — général-major Alexandre Ivanovitch Gouliev
- 1944 — général-major Andreï Vassilievitch Borobeïkov
- 1944—1946 — général-lieutenant Ivan Samsonovitch Cheredega

institut militaire du MGB
- 1946 — général-lieutenant Mikhaïl Petrovitch Martchenkov
- 1946—1947 — général-major Nikolaï Petrovitch Nikolski
- 1947—1954 — général-lieutenant Philipp Iakovlevitch Soloviov

institut militaire du MVD et institut militaire du KGB
- 1954—1958 — général-lieutenant Nikolaï Andreïevitch Verevkine-Rakhalski
- 1958—1960 — général-lieutenant (puis général d'armée) Gueorgui Karpovitch Tsinev

faculté militaire des frontières
- 1960—1962 — général-major Piotr Grigoriévitch Grichine
- 1962—1965 — général-major Evgueni Vassilievitch Ryjkov

cours supérieurs de commandement des garde-frontières — institut de formation supérieure des officiers du service frontalier du KGB
- 1966—1970 — général-major Guennadi Ionovitch Aleïnikov
- 1970—1975 — général-major Ivan Grigoriévitch Borets
- 1975—1983 — général-major Vassili Timofeïevitch Chtchour
- 1983—1985 — général-lieutenant Nikolaï Ivanovitch Makarov
- 1985—1986 — général-lieutenant Iouri Alexeïevitch Nechoumov
- 1986—1992 — général-lieutenant Nikolaï Ivanovitch Makarov

académie des troupes frontalières du MB — institut militaire de l'académie du FSK — académie du FPS
- 1992—1994 — général-lieutenant Mikhaïl Alexandrovitch Barybine
- 1994—1996 — général-colonel Nikolaï Philippovitch Loukachevitch
- 1996—1998 — général-lieutenant Constantin Vassilievitch Totski

académie du service frontalier du FSB
- depuis 2015 — général-lieutenant Oleg Igoriévitch kostrikov

## Anciens enseignants ou élèves
- Grigori Boïarinov, héros de l'Union soviétique
- Daniil Kazakevitch, héros de l'Union soviétique
- Demokrat Leonov, héros de l'Union soviétique